# Patrick Wasserziehr
Patrick Wasserziehr (* 19. April 1966 in Bonn) ist ein deutscher Fernsehmoderator, Sportjournalist und ehemaliger Fußballprofi.

## Leben und Karriere
Wasserziehr wuchs in Bonn auf. Er besuchte das Helmholtz-Gymnasium Bonn. Seit 1992 arbeitet er, mit einer kurzen Unterbrechung, als Interviewer, Moderator und Kommentator für den Fernsehsender Sky Deutschland (vormals Premiere). In der Saison 1999/2000 war er ein Jahr beim Sender tm3 und moderierte dort die Übertragungen der UEFA Champions League. Während dieser Zeit spielte er aktiv Fußball für den VfL 93 Hamburg und absolvierte u. a. fünf Spiele in der damaligen drittklassigen Regionalliga Nord für den VfL 93, u.a an der Seite der ehemaligen Bundesligaspieler Bastian Reinhardt, Jürgen Degen, Marinus Bester, und den albanischen Nationalspieler Ervin Lamçe.
Für Sky ist er regelmäßig bei den Live-Übertragungen der Fußball-Bundesliga, der UEFA Champions League und des DFB-Pokals im Einsatz. Seit Sommer 2009 ist er darüber hinaus Moderator der Fußballdebatte Sky90 am Sonntagmittag. Zu seinen prominentesten Gästen aus der Welt des Fußballs zählten unter anderem Pelé, Franz Beckenbauer, Günter Netzer, Uli Hoeneß, Jürgen Klopp und Ottmar Hitzfeld. Außerdem begrüßte er diverse Größen der Unterhaltungsbranche, wie beispielsweise Thomas Gottschalk, Günther Jauch, Frank Elstner und Campino.
Im Rahmen seiner Tätigkeit für Sky berichtete er auch von den FIFA-Fußball-Weltmeisterschaften 1994 in den USA, 1998 in Frankreich, 2002 in Japan/Südkorea und 2006 in Deutschland.

## Privates
Patrick Wasserziehr lebt in Hamburg. Er ist verheiratet und hat drei Kinder.